# سی‌رام‌اف‌اس
سی‌رام‌اف‌اس (به انگلیسی: cramfs) یا compressed ROM file system یک سیستم فایل هسته لینوکس آزاد و با پروانه عمومی همگانی گنو است که برای سادگی و بهره‌وری بهتر از فضا طراحی شده‌است و بیشتر در سامانه‌های توکار استفاده می‌شود.

برخلاف تصویر فشرده (به انگلیسی: compressed image) از  سیستم فایل‌های عادی سیستم فایل سی‌رام‌اف‌اس می‌تواند بدون نیاز به اینکه از حالت فشرده خارج شود مورد استفاده قرار گیرد. به همین دلیل برخی از توزیع‌های لینوکس از سی‌رام‌اف‌اس برای ایجاد تصویر initrd (توزیع دبیان به صورت خاص) و تصویر نصب (توزیع سوسه به صورت خاص) استفاده می‌کنند که در آن‌ها محدودیتی بروی حافظه و اندازه تصویر وجود دارد.

## طراحی
سیستم فایل به عمد و برای سادگی طراحی به صورت فقط خواندنی طراحی شده‌است پیاده‌سازی دسترسی تصادفی نوشتن در سیستم‌های فشرده سخت و دشوار است. سی‌رام‌اف‌اس با یک ابزار (mkcramfs) برای بسته‌بندی فایل‌ها و ایجاد یک تصویر سی‌رام‌اف‌اس جدید عرضه می‌شود.
سایر فایل‌ها به کمتر از ۱۶ مگابابت محدود است.

بیشترین اندازه سیستم فایل کمتر از ۲۷۲ مگا بایت است. (آخرین فایل در سیستم فایل باید پیش از بلاک ۲۵۶ مگابایت شروع شود اما می‌تواند از آن بیشتر باشد.)